# Yaiba
Yaiba (Y∀IBA) è una serie manga shōnen giapponese, creata da Gōshō Aoyama e serializzata dalla Shogakukan, nella rivista Weekly Shōnen Sunday, dal 1988 al 1993. L'opera completa consta di 24 tankōbon, da cui è stata tratta la serie anime di 52 episodi, trasmessi dal 9 aprile 1993 al 1º aprile 1994 da TV Tokyo, TV Hokkaido e TV Aichi. L'anime è intitolato Kenyū densetsu Yaiba (剣勇伝説YAIBA? lett. "La leggenda del maestro della spada Yaiba"). Una seconda serie anime prodotta da Wit Studio, intitolata Shin samurai-den Yaiba, viene trasmessa a partire dal 5 aprile 2025.

## Trama
Il manga narra le vicende di un giovane samurai di nome Yaiba Kurogane, che ha sempre vissuto con il padre Kenjurou nella giungla per imparare la via della katana. Un giorno, in fuga da un branco di gorilla infuriati, Yaiba, insieme al padre e ad una tigre di nome Kagetora, si nasconde in una cassa. Troppo tardi scopre che la cassa è di proprietà di un'azienda alimentare. Vengono perciò sommersi da una valanga di frutta e spediti a Tokyo. Nella città, Kenjurou ritrova un vecchio "fratello di spada": Raizo Mine. Egli è il padre di Sayaka Mine: una ragazza che diventerà inseparabile compagna di avventure di Yaiba. Il gruppo decide di stabilirsi, con grande sconforto di Sayaka, a Villa Mine. Subito dopo il padre di Yaiba parte per un lungo viaggio scaricando il figlio a Villa Mine.

### Il ritorno di Fūjin e Raijin
Yaiba, che ha sempre vissuto nella foresta con suo padre, dopo essere arrivato a Tokyo per sbaglio e insieme ad una tigre di nome Kagetora, incontra un vecchio amico-rivale di nome Raizo Mine, il quale lo ospita a casa sua, insieme alla sua famiglia, tra cui c'è anche Sayaka, futura compagna di avventura di Yaiba.
Il ragazzo fa subito amicizia con Sayaka, che la seguirà dappertutto, addirittura a scuola. Qui conoscerà Takeshi Onimaru, suo futuro rivale, che cercherà sempre di sfidare. Onimaru rifiuterà sempre, ma quando Shonosuke, avvoltoio che stava nella foresta con Yaiba, mangerà il suo allevamento di piccioni, deciderà di sfidarlo, senza che però l'incontro trovi una conclusione.
Il giorno dopo, Onimaru troverà la katana di Fūjin, il dio del vento, da sempre custodita dalla sua famiglia, e si farà possedere dal demone che risiede al suo interno, diventando un oni in grado di lanciare con la spada dei venti fortissimi, in grado di piegare l'acciaio. Con i poteri acquisiti, andrà a sfidare Yaiba, il quale verrà sconfitto e partirà alla volta del monte Tengu per trovare la katana di Raijin, il dio del fulmine.
Qui incontrerà Musashi Miyamoto, un anziano di oltre quattrocento anni, creatore della tecnica a due spade, che illustrerà al ragazzo la spada di Raijin: essa è conficcata nel terreno e solo il samurai leggendario può estrarla. Yaiba la estrae senza alcuna difficoltà e, subito dopo, Musashi si offre di diventare suo maestro per insegnargli come dominare il potere del demone che è nella spada.

### Gli oni di Onimaru
Onimaru, nel frattempo, si è diretto alla volta del monte Fuji per trovare la grotta di Kishin, dove sono sigillati gli otto oni malvagi. Al loro risveglio, vengono mandati da Onimaru all'attacco di Yaiba con il seguente ordine:
- Uomo-rana, Geroda Gerozaemon, che in seguito si schiererà col gruppo di Yaiba;
- Uomo-serpente, Julius Zuppopotamus III;
- Uomo-ragno, che sarà la marionetta di Onimaru;
- Uomo-lumaca;
- Uomo-pipistrello, chiamato Bat-man, il quale è il più forte fra tutti e otto gli oni;
- Uomo-asteria, uomo-mantide e uomo-oloturia, tutti e tre innocui, faranno poi ritorno al loro paese d'origine, Kyūshū per il primo e il mare di Izu per l'ultimo. Il luogo dell'uomo-mantide non viene rivelato.

### Kojiro Sasaki
Dopo la sconfitta di tutti gli oni, Onimaru decide di voler far risorgere il peggior nemico di Musashi Miyamoto, chiamato Kojiro Sasaki, che riposa sull'isola di Ganryu, insieme alla sua spada malefica, la Stendipanni, col potere di allungarsi.
Contemporaneamente, Yaiba e i suoi compagni si trovano nella duna di Tottori, unico deserto del Giappone. Qui conosceranno uno strano nano, che cerca disperatamente un anello del grande re d'Arabia. Sayaka riesce a trovarlo e, subito dopo, Shonosuke accompagna il nano in Arabia per riconsegnargli l'anello.
L'uccello tornerà con una lampada magica, con dentro il Re d'Arabia, in grado di esaudire tre desideri. Dopo averne sprecati due, Miyamoto esprime quello di dirigersi sull'isola di Ganryu. Qui, l'uomo-ragno ha già resuscitato Kojiro, sotto la forma di uno zombie, che possiede ancora il suo corpo giovanile. Al loro primo incontro, il gruppo di Yaiba fugge e torna a casa di Sayaka, a Tokyo.
Successivamente, Kojiro sfiderà Yaiba e, proprio in quest'occasione, il protagonista imparerà a dominare Raijin. Kojiro, a questo punto, si unisce al gruppo di Yaiba per rubare la katana di Raijin.

### L'assalto alla fortezza di Onimaru
Yaiba e i suoi compagni attaccano la fortezza di Onimaru, ma cadono in una trappola. Per andare ad affrontare Onimaru, la compagnia deve sconfiggere i suoi quattro re malefici:
- Yakitori, una coda di rospo: lo scontro avviene in un lago sotterraneo;
- Cameleon Bonaparte: camaleonte, che parla sempre in francese e rapisce Kagetora, Shonosuke e Geroda Gerozaemon, che vengono fatti prigionieri e mandati da Onimaru;
- Super gorilla, per gli amici "Dry dry": rapisce l'uomo oluturia;
- L'uomo Ragno dentro ad un super robot a forma di tartaruga, il "Tortoise europa".

Dopo aver sconfitto i quattro re, Yaiba affronta Onimaru, mentre gli altri combattono con gli altri oni. Durante lo scontro, Yaiba spezza la katana di Fūjin, ma Onimaru gli ruba la sfera di Raijin e fugge su una base volante.

## Personaggi
Yaiba Kurogane (鉄刃?, Kurogane Yaiba)
Doppiato da: Minami Takayama (anime 1993 e 2025)
È il protagonista della serie. È il Dio del Tuono incarnato e poi acquista la leggendaria Sfera del Drago. Nel corso della serie affronta molti nemici che incontra lungo il cammino. È innamorato di Sayaka Mine.
Sayaka Mine (峰 さやか?, Mine Sayaka)
Doppiata da: Kotono Mitsuishi (anime 1993), Manaka Iwami (anime 2025)
È la coprotagonista della serie nonché l'improbabile interesse amoroso di Yaiba. Inizialmente non aveva intenzione di unirsi al viaggio di Yaiba, e si è semplicemente trovata legata a Kagetora con Yaiba che stava cercando la spada del Dio del Tuono quando questa si è svegliata. Successivamente viene rivelato che lei è la Fanciulla Drago incarnata, la chiave della vera forma di Kaguya.
Kenjuro Kurogane (鉄 剣十郎?, Kurogane Kenjūrō)
Doppiato da: Bin Shimada (anime 1993), Katsuyuki Konishi (anime 2025)
È il padre di Yaiba. È stato mostrato solo in un episodio di Yaiba nell'anime, mentre nel manga accompagna Yaiba a Tokyo. Non rimane però molto lungo, ma occasionalmente torna a controllare il figlio.
Musashi Miyamoto (宮本 武蔵?, Miyamoto Musashi)
Doppiato da: Masaharu Satō (anime 1993), Jun'ichi Suwabe (anime 2025)
È il leggendario samurai di 400 anni che si è occupato di custodire la spada del Dio del Tuono e ha vissuto come un eremita (anche se questo dettaglio si può definire come sconcertante considerando il fatto che la spada del Dio del Tuono fulmina tutti coloro che sono indegni di custodirla). Da quando ha iniziato ad abitare in montagna, ha insegnato l'arte dell'arma bianca a uno studente, inoltre ha iniziato ad utilizzare due spade per via della vecchiaia. Come tutti gli anziani, è un tipo lascivo. Funge da insegnante di Yaiba, specialmente nel controllo della Sfera del Tuono. Si basa sull'omonimo samurai realmente esistito.
Kojiro Sasaki (佐々木 小次郎?, Sasaki Kojirō)
Doppiato da: Jūrōta Kosugi (anime 1993), Gō Inoue (anime 2025)
È morto da lungo tempo, dopo essere stato sconfitto, ucciso in un duello e seppellito da Musashi stesso. Tuttavia, ha ricevuto nuova vita da Onimaru, attraverso il rituale ritmico di Spiderman (più precisamente è stato il bruciore proveniente dagli ingredienti odorosi che venivano utilizzati per la cerimonia rinascimentale che ha portato la vita di Kojiro indietro, così come lo schiaffo facciale di Hakki), a condizione che uccida Yaiba. Anche lui si basa sull'omonimo spadaccino realmente esistito.
Jubei Yagyu (柳生 十兵衛?, Yagyū Jūbei)
Doppiato da: Takaya Hashi (anime 1993)
È stato riportato in vita da Onimaru e ha sconfitto Kojiro Sasaki prendendo a calci la spada sovraestesa di Kojiro verso la casa di Sayaka Mine. Prima di sconfiggere Yaiba, Musashi gli urlò contro e si ritirò dall'attaccare per poi unirsi al gruppo di Yaiba.
Kagetora (カゲトラ?)
Doppiato do: Hisao Egawa (anime 1993), Isshin Chiba (anime 2025)
È la tigre amica di Yaiba. Aiuta quest'ultimo con il suo allenamento e gli permette di essere cavalcato quando ha bisogna di andare di fretta da qualche parte. Dimostra di avere un'intelligenza molto più elevata di Yaiba quando si tratta di giocare a Carta-Forbice-Sasso. Probabilmente è stato trovato sulla stessa montagna dove vivevano Yaiba e suo padre.
Shonosuke (庄之助?, Shōnosuke)
Doppiato da: Ryō Horikawa (anime 1993), Kōsuke Echigoya (anime 2025)
È l'avvoltoio amico di Yaiba. Aiuta quest'ultimo con il suo addestramento e gli consente di farsi cavalcare quando ha la necessità di volare altrove. Come Kagetora, di tanto in tanto supera Yaiba in intelligenza. Anche nel suo caso è probabile che è stato trovato sulla stessa montagna dove Yaiba e suo padre hanno vissuto.
Gerozaimon Geroda (ゲロ田 ゲロ左衛門?, Geroda Gerozaimon)
Doppiato da: Kazunari Tanaka (anime 1993)
È il demone della rana nonché il primo dei demoni di Onimaru ad attaccare Yaiba. Viene sconfitto quando Yaiba chiama i suoi amici serpente a dargli man forte.
Namako-Otoko (ナマコ男? lett. "Uomo cetriolo marino")
Doppiato da: Tsutomu Kashiwakura (anime 1993), Kana Ichinose (anime 2025)
Come Gerozaimon, è uno dei demoni di Onimaru. Mentre sta percorrendo la strada diretta ad Izu si perde e viene ritrovato dal gruppo di Yaiba. Da quel momento in poi si unisce a loro e di solito si posa sulla spalla di Sayaka. Di solito termina le sue frasi con Zura (ズラ?).
Moroha Kurogane (鉄 諸羽?, Kurogane Moroha)
È la sorellina di Yaiba. Poiché è stata educata a credere che Kenjuro fosse il nemico di sua madre, si è allenata nell'arte della spada per sconfiggerlo. Si unisce al gruppo di Yaiba per l'arco narrativo finale e parla in modo molto schietto. Non appare nell'anime.
Takeshi Onimaru (鬼丸 猛?, Onimaru Takeshi)
Doppiato da: Ryō Horikawa (anime 1993), Yoshimasa Hosoya (anime 2025)
È l'antagonista principale della serie, anche se diviene un prezioso alleato di Yaiba durante l'arco narrativo di Kaguya. Originariamente era uno spadaccino di scuola superiore dotato di un grande talento, ma quando la lotta che svolse contro Yaiba finì in un pareggio, iniziò a svolgere un allenamento intensivo per batterlo. Alla fine ha trovato un seminterrato nascosto contenente le statue del Dio del Tuono e il Vento del Diavolo che stava tenendo una spada.
Kaguya (かぐや?)
Doppiata da: Rika Fukami (anime 1993)
È la seconda nemica di Yaiba, l'Imperatrice della Luna e la sovrana di una razza di coniglietti che vivono sulla luna. A differenza degli altri abitanti della Luna che sono tutti conigli antropomorfi, appare come una donna vestita come una coniglietta di Playboy. Si risveglia dopo aver avvertito l'energia della Sfera del Drago di Yaiba e lancia un'invasione della terra usando delle astronavi fatte di bambù.
Soshi Okita (沖田 総司?, Okita Sōshi)
È il nipote dello storico membro della Shinsengumi, è uno spadaccino geniale, persino più forte di Yaiba o addirittura di Jubei. In realtà non gli piace pratica l'arte della spada e preferirebbe rinunciarvi, ma dopo aver visto che la determinazione assoluta di Yaiba è molto più grande della sua, viene spronato ad affinare le proprie abilità.

## Media

### Manga
Il manga è stato scritto da Gōshō Aoyama e serializzato sulla rivista settimanale Weekly Shōnen Sunday della Shogakukan dal 7 settembre 1988 al 1º dicembre 1993. In seguito i vari capitoli sono stati raccolti in ventiquattro volumi tankōbon usciti tra il 18 aprile 1989 e il 18 febbraio 1994.
A partire dal 20 febbraio 2007, il manga venne pubblicato anche in Italia, dalla Star Comics. L'edizione venne però interrotta nel luglio dello stesso anno, per dare spazio ad un'altra serie creata da Gōshō Aoyama, Kaito Kid (quattro volumi pubblicati tra settembre e dicembre). Yaiba, tuttavia, ha ripreso la sua pubblicazione bimestrale a partire dal 20 marzo 2008 fino alla sua conclusione avvenuta il 22 febbraio 2011.
Il manga è stato pubblicato anche in Spagna dalla casa editrice De Agostini e in Vietnam da NXB Kim Đồng.

#### Volumi
| 1  | 18 aprile 1989 | ISBN 4-09-122271-4 | 20 febbraio 2007  |
| 1  | Capitoli - 1. Arriva Yaiba! - 2. Piacere! - 3. La scuola?! Cos'è? - 4. I samurai - 5. Combattere con tutte le forze - 6. Quello scemo di Onimaru - 7. Sarò il tuo avversario! - 8. Un grande scontro - 9. Allenamenti intensi |                    |                   |
| 2  | 17 giugno 1989 | ISBN 4-09-122272-2 | 13 marzo 2007     |
| 2  | Capitoli - 10. Il ritorno di Fujin - 11. Onimaru trasfigurato - 12. L'altra spada indemoniata - 13. Al grande monte Tengu - 14. L'avvento di Raijin - 15. La rinascita degli otto Oni superiori - 16. L'offensiva dell'uomo rana - 17. Yaiba in pericolo - 18. Una rovinosa ambizione - 19. Nessuna pietà |                    |                   |
| 3  | 18 agosto 1989 | ISBN 4-09-122273-0 | 17 aprile 2007    |
| 3  | Capitoli - 20. Yaiba Oni malvagio - 21. Il complotto di Onimaru - 22. Identità svelata - 23. Un nuovo colpo speciale - 24. Venite ad attaccarmi! - 25. Il mistero del villaggio - 26. Raggiungetemi, se ci riuscite - 27. Una dolce trappola - 28. Alla ricerca di Sayaka - 29. L'uomo-lumaca |                    |                   |
| 4  | 18 ottobre 1989 | ISBN 4-09-122274-9 | 17 maggio 2007    |
| 4  | Capitoli - 30. Io sono Den-chan - 31. E all'improvviso arriva Bat-man - 32. Tutti lupi mannari - 33. Un duello per Yaiba - 34. Come bloccare il Senpuken - 35. Un allenamento stuzzicante alle terme - 36. Cara piccola Sayaka - 37. Onimaru-Manju - 38. Verso l'isola di Ganryu - 39. Kojiro zombi |                    |                   |
| 5  | 14 dicembre 1989 | ISBN 4-09-122275-7 | 18 giugno 2007    |
| 5  | Capitoli - 40. Musashi VS Kojiro - 41. La malefica spada Stendipanni - 42. Il numero uno del Giappone - 43. L'addestramento continua - 44. La grande finale al Tokyo Dome - 45. Un impeto folgorante - 46. Il ritorno di Raijin - 47. La nascita del Kaminari Giri - 48. Le magie di Mister Onick - 49. Assalto alla Fortezza Onimaru |                    |                   |
| 6  | 17 marzo 1990 | ISBN 4-09-122276-5 | 19 luglio 2007    |
| 6  | Capitoli - 50. La fortezza di Onimaru sotto assedio - 51. I quattro re malefici di Onimaru - 52. Lotta subacquea - 53. Il nemico invisibile - 54. Una trappola per una trappola - 55. Super Gorilla - 56. Nel momento del bisogno si vedono... i nemici - 57. Niente distrazioni! - 58. Un'indistruttibile macchina da guerra - 59. Battaglia nel cuore della fortezza |                    |                   |
| 7  | 18 maggio 1990 | ISBN 4-09-122277-3 | 20 marzo 2008     |
| 7  | Capitoli - 60. Ecco Onimaru! - 61. La katana di Raijin contro la katana di Fujin - 62. La fortezza di Onimaru decolla - 63. Il dottor Kanabo - 64. Alla ricerca della sfera di Ryujin - 65. Onimaru re malefico - 66. Il ritrovamento della sfera leggendaria - 67. Polipo di un monaco! - 68. Yaiba in pericolo - 69. La massima potenza della sfera |                    |                   |
| 8  | 18 luglio 1990 | ISBN 4-09-122278-1 | 27 maggio 2008    |
| 8  | Capitoli - 70. E ora verso Shikoku - 71. Improvvisata nel buio - 72. Il ninja Kotaro - 73. Una grande battaglia aerea - 74. La sfera con i... Gioielli di famiglia! - 75. A Kyushu - 76. La leggenda della Sfera del Drago Rosso - 77. Il ritorno dell'Uomo-asteria - 78. Uno stregone contro Yaiba - 79. La gara di trasformazione |                    |                   |
| 9  | 18 ottobre 1990 | ISBN 4-09-122279-X | 28 luglio 2008    |
| 9  | Capitoli - 80. Il potere distruttivo della sfera di fuoco! - 81. Il terribile ladro Goemon - 82. La mappa rubata - 83. La grande forza della sfera del Grande Budda - 84. La grande battaglia - 1 - 85. Scontro nei cieli - 86. La grande battaglia - 2.1 - 87. La grande battaglia - 2.2 - 88. Onimaru e i posti di blocco - 89. Il misterioso samurai errante |                    |                   |
| 10 | 18 febbraio 1991 | ISBN 4-09-122280-3 | 25 settembre 2008 |
| 10 | Capitoli - 90. Lo scontro con lo schermidore di Yagyu - 91. Il negozio di sfere - 92. Il risveglio di Jubei - 93. Un lupo mannaro ubriaco - 94. La grande battaglia di Kawanakajima - 95. La trasformazione di Goemon - 96. Yaiba contro l'uomo-orso - 97. Abitanti della Sfera di Tenebra - 98. Sconfiggiamo il grande kappa! - 99. L'allenamento per riemergere dalle tenebre |                    |                   |
| 11 | 18 maggio 1991 | ISBN 4-09-122561-6 | 26 novembre 2008  |
| 11 | Capitoli - 100. Il nuovo Colpo Girandola - 101. Sbrigati, Yaiba! - 102. L'Uomo-toro scatenato - 103. Colpo di grazia - 104. Ricercato in tutto il Giappone - 105. Il piano di Monkey Basho - 106. Proteggiamo le sei sfere - 107. Il sogno di Basho svanito nelle tenebre - 108. L'attivazione della sfera di Ryujin?! - 109. In attesa sulla cima del monte Fuji - 110. La vera forza di un samurai |                    |                   |
| 12 | 18 luglio 1991 | ISBN 4-09-122562-4 | 29 gennaio 2009   |
| 12 | Capitoli - 111. Il colpo mortale di Onimaru: Il colpo tornado - 112. Esplorazione nei sotterranei del monte Fuji - 113. 1ª Prova: La gola del coraggio - 114. 2ª Prova: Le tenebre della forza - 115. 3ª Prova: Il corridoio della saggezza - 116. 4ª Prova: La corda del destino - 117. 5ª Prova: Il bivio del cuore - 118. Il samurai dal cuore giusto - 119. La rinascita della sfera di Ryujin - 120. Avanti con la forza del dio drago! - 121. Invasori dalla Luna |                    |                   |
| 13 | 18 settembre 1991 | ISBN 4-09-122563-2 | 26 marzo 2009     |
| 13 | Capitoli - 122. L'imperatrice Kaguya! - 123. Ritirata momentanea - 124. Il punto debole di Kaguya - 125. Kaguya contro Onimaru - 126. 24 ore di assedio - 127. Combattimento triangolare - 128. Corpo d'armata Onimaru in pericolo - 129. Abitante della Luna Mangetsu - 130. Il piano per sommergere Tokyo - 131. Super monster Aragosta - 132. L'inizio del contrattacco |                    |                   |
| 14 | 18 novembre 1991 | ISBN 4-09-122564-0 | 26 maggio 2009    |
| 14 | Capitoli - 133. Va' all'inferno, Mangetsu! - 134. Il sottomarino volante - 135. La trappola - 136. Il contrattacco di Tsukikage - 137. Fa' in fretta, Musashi! Muoviti, Yaiba! - 138. Arriviamo, Kaguya! - 139. Il killer Jubei-coniglio - 140. La tenacia di Musashi - 141. Operazione "recupero-Sayaka"! - 142. Il mistero di Kaguya - 143. Pericolo in arrivo |                    |                   |
| 15 | 18 gennaio 1992 | ISBN 4-09-122565-9 | 28 luglio 2009    |
| 15 | Capitoli - 144. Un feroce avversario - 145. Proteggi Sayaka! - 146. Il contrattacco di Gekko - 147. Una spada straordinaria - 148. Yaiba sconfitto?! - 149. La decisione di Sayaka - 150. Probabilità di vittoria - 151. Il ritorno di Onimaru! - 152. Un alleato formidabile - 153. Notte di luna piena - 154. L'ira di Kaguya |                    |                   |
| 16 | 17 aprile 1992 | ISBN 4-09-122566-7 | 23 settembre 2009 |
| 16 | Capitoli - 155. Yaiba e Onimaru al contrattacco - 156. Il bazooka del vento e del tuono - 157. Il grande potere combinato - 158. L'essenza rubata - 159. Una terribile trasformazione! - 160. L'unione delle sette forze - 161. Arriva il dragone bianco! - 162. Kaguya, la principessa immortale - 163. Un attacco rischioso - 164. Yaiba vs. il super-gatto con la cicatrice - prima parte - - 165. Yaiba vs. il super-gatto con la cicatrice - seconda parte - |                    |                   |
| 17 | 18 giugno 1992 | ISBN 4-09-122567-5 | 25 novembre 2009  |
| 17 | Capitoli - 166. Yaiba vs. il super-gatto con la cicatrice - terza parte - - 167. Yaiba vs. il super-gatto con la cicatrice - quarta parte - - 168. Una bellezza orientale - 169. Musashi contro Kojiro nell'antica Edo - prima parte - - 170. Musashi contro Kojiro nell'antica Edo - seconda parte - - 171. Musashi contro Kojiro nell'antica Edo - terza parte - - 172. Musashi contro Kojiro nell'antica Edo - quarta parte - - 173. Speciale: Grand Prix Chiki-Chiki - prima parte - - 174. Grand Prix Chiki-Chiki - seconda parte - - 175. Grand Prix Chiki-Chiki - terza parte - - 176. Grand Prix Chiki-Chiki - quarta parte - |                    |                   |
| 18 | 10 agosto 1992 | ISBN 4-09-122568-3 | 26 gennaio 2010   |
| 18 | Capitoli - 177. Musashi contro Kojiro nell'antica Edo! - quinta parte - - 178. La comparsa di un essere misterioso - 179. Un brutto presentimento - 180. Il super addestramento di Yaiba - 181. Esplodi! Jumonji giri! - 182. Dentro la piramide! - 183. La forza nascosta - 184. Il piano segreto - 185. Battaglia sui ghiacci - 186. Rompere il ghiaccio! - 187. Un terribile guerriero |                    |                   |
| 19 | 18 novembre 1992 | ISBN 4-09-122569-1 | 24 marzo 2010     |
| 19 | Capitoli - 188. L'ombra del nemico - 189. Senza possibilità di fuga! - 190. Probabilità di morte: 97% - 191. La guerriera geniale - 192. Un capovolgimento improvviso - 193. Il cambiamento di Emerald - 194. Il guerriero perfetto - 195. Il terribile Jewel - 196. Una nuova spada formidabile - 197. La stanza splendente - 198. Distruggi il dispositivo! |                    |                   |
| 20 | 18 febbraio 1993 | ISBN 4-09-122570-5 | 26 maggio 2010    |
| 20 | Capitoli - 199. Inizia l'offensiva! - 200. Il vero volto del nemico - 201. Nel Regno del Sottosuolo! - 202. I giganti inarrestabili - 203. Colpisci il punto debole! - 204. Un altro nemico - 205. Il ritorno di un vecchio rivale - 206. Un corpo invincibile - 207. Combattimento all'ultimo sangue - 208. Le quattro profezie - 209. Il Demone dell'Acqua! |                    |                   |
| 21 | 18 maggio 1993 | ISBN 4-09-123231-0 | 22 luglio 2010    |
| 21 | Capitoli - 210. La Spada Demoniaca dell'Acqua - 211. Una forza sovrumana - 212. Un'inquietante prospettiva - 213. Il terribile Demone del Fuoco! - 214. Solo uno è quello vero! - 215. Il manoscritto segreto - 216. Il risveglio - 217. L'ultimo sigillo - 218. Il demone venuto dalle tenebre! - 219. Il segreto della Spada del Dominatore - 220. L'asso nella manica di Dark - 221. Addio, Ryujin... |                    |                   |
| 22 | 17 luglio 1993 | ISBN 4-09-123232-9 | 23 settembre 2010 |
| 22 | Capitoli - 222. L'ultimo demone - 223. L'assassino della luce - 224. La rinascita - 225. La distruzione del Giappone - 226. La decisione di Sayaka - 227. La rinascita di Kaguya! - 228. L'ultima speranza - 229. Il potere della Spada Demoniaca - 230. L'insegnamento del padre - 231. La percezione del padre - 232. La percezione di Yaiba - 233. La tecnica segreta Tokoichimonji |                    |                   |
| 23 | 18 ottobre 1993 | ISBN 4-09-123233-7 | 24 novembre 2010  |
| 23 | Capitoli - 234. La Spada Divina - 235. Una lunga battaglia - 236. Combattimento decisivo - 237. Pace in vista - 238. Il vero samurai - 239. L'identità della fanciulla - 240. L'ira del samurai - 241. Fermate Yaiba! - 242. Il ricordo del padre...? - 243. Nessuna pietà! - 244. Samurai contro cavaliere! |                    |                   |
| 24 | 18 febbraio 1994 | ISBN 4-09-123234-5 | 22 febbraio 2011  |
| 24 | Capitoli - 245. Il potere di Gozuma - 246. La rivalsa del super-uomo - 247. Una nuova tecnica - 248. Il colpo segreto - 249. Un talento naturale - 250. Un combattente nato - 251. Una tecnica mirabolante - 252. Il padre ritrovato - 253. Il formidabile discepolo - 254. L'orgoglio di un samurai - 255. Il samurai più forte del mondo - 256. Vieni con me? |                    |                   |

### Anime
Un adattamento anime prodotto da Pastel e diretto da Kunihiko Yuyama, è stato trasmesso su TV Tokyo, TV Hokkaido e TV Aichi dal 9 aprile 1993 al 1º aprile 1994 per un totale di cinquantadue episodi. La sigla iniziale è Yūki ga areba (勇気があれば? lett. "Se hai coraggio") mentre quella di chiusura è Shinjigakunaki tatakai (神智学無き戦い? lett. "Battaglia senza teosofia"), entrambe cantate dai Kabuki Rocks.
La serie è andata in onda anche nelle Filippine su ABC-5 e Solar USA, in Portogallo su TVI, in Polonia su TVN e in Cile su ETC Tv.
Un secondo adattamento anime, con la supervisione di Aoyama, è stato annunciato su Weekly Shōnen Sunday l'8 maggio 2024. Intitolata Shin samurai-den Yaiba (真・侍伝YAIBA?), la serie televisiva è prodotta da Wit Studio e diretta da Takahiro Hasui, con Tōko Machida che scrive le sceneggiature della serie, Yoshimichi Kameda che cura il character design e funge da direttore principale dell'animazione, Maiko Okada che funge da produttore dell'animazione e Yutaka Yamada e Yoshiaki Dewa che compongono la colonna sonora. Minami Takayama riprenderà il suo ruolo di voce di Yaiba Kurogane dalla serie originale. Viene trasmessa su YTV, Nippon Television e altre stazioni televisive NNS il 5 aprile 2025 insieme a Detective Conan. I primi tre episodi sono stati proiettati in anteprima in dieci sedi del Toho Cinemas il 13 marzo. La sigla di apertura è Blade, cantata dai Blue Encount mentre quella di chiusura è Pineapple Tart di Otoha.

#### Episodi

##### Serie 1993
| Nº | Titolo italiano (traduzione letterale) Giapponese 「Kanji」 - Rōmaji                                                                           | In onda           | In onda |
| Nº | Titolo italiano (traduzione letterale) Giapponese 「Kanji」 - Rōmaji                                                                           | Giapponese        |         |
| 1  | Appare il samurai Yaiba del periodo Heisei! 「平成の侍ヤイバ登場!」 - Heisei no samurai Yaiba tōjō!                                            | 9 aprile 1993     |         |
| 2  | Il risveglio della spada di Fūjin! 「よみがえる風神の剣!」 - Yomigaeru fūjin no ken!                                                           | 16 aprile 1993    |         |
| 3  | Spada di Raijin! Spada di Fūjin 「雷神の剣! 風神の剣」 - Raijin no ken! Fūjin no ken                                                           | 23 aprile 1993    |         |
| 4  | Gli otto demoni: L'assalto dell'uomo rana 「八鬼・カエル男の襲撃」 - Hachi oni kaeru otoko no shūgeki                                          | 30 aprile 1993    |         |
| 5  | Attacco speciale Senpuu Ken!! 「必殺技せんぷう剣!!」 - Hissatsu waza Senpuu Ken!!                                                              | 7 maggio 1993     |         |
| 6  | Appare uno spaventoso uomo-lumaca 「恐怖のナメクジ男参上」 - Kyōfu no namekuji otoko sanjō                                                     | 14 maggio 1993    |         |
| 7  | Gli otto demoni: La debolezza dell'uomo ragno!? 「八鬼・クモ男の弱点!?」 - Hachi oni kumo otoko no jakuten!?                                   | 21 maggio 1993    |         |
| 8  | Vampiro: Bat Guy! 「吸血鬼・バットガイ!」 - Kyūketsuki, Batto Gai!                                                                             | 28 maggio 1993    |         |
| 9  | Il segreto della Onimaru Manjuu 「鬼丸まんじゅうの秘密」 - Onimaru Manjū no himitsu                                                            | 4 giugno 1993     |         |
| 10 | La rinascita del maestro spadaccino Kojiro! 「天才剣士小次郎復活!」 - Tensai kenshi Kojirō fukkatsu!                                           | 11 giugno 1993    |         |
| 11 | Chi è lo spadaccino più forte?! 「剣豪日本一はだれだ!!」 - Kengō Nippon ichi wa dare da!!                                                      | 18 giugno 1993    |         |
| 12 | La nascita del Kaminari Giri! 「秘技カミナリ斬り誕生!」 - Higi Kaminari Kiri tanjō!                                                            | 25 giugno 1993    |         |
| 13 | Rana pescatrice gigante!? Intrufolarsi nel castello di Onimaru 「巨大アンコウ!? 鬼丸城潜入」 - Kyodai ankō!? Onimaru-jō sen'nyū                | 2 luglio 1993     |         |
| 14 | Scomparso? Chameleon nemico! 「消えた? 強敵カメレオン!」 - Kieta? Kyōteki Kamereon!                                                            | 9 luglio 1993     |         |
| 15 | Il tradimento di Kojiro!? 「小次郎が裏切った!?」 - Kojirō ga uragitta!?                                                                        | 16 luglio 1993    |         |
| 16 | La macchina più forte dei Quattro Guardiani attacca! 「四天王最強マシン襲撃!」 - Shiten'nō saikyō mashin shūgeki!                              | 23 luglio 1993    |         |
| 17 | Scontro tra vento e tuono!! Yaiba contro Onimaru 「風雷激突!! ヤイバ対鬼丸」 - Kaze kaminari gekitotsu! Yaiba tai Onimaru                      | 30 luglio 1993    |         |
| 18 | Alla ricerca della Sfera leggendaria! 「伝説の玉をさがせっ!」 - Densetsu no tama o sagase!                                                     | 6 agosto 1993     |         |
| 19 | Che tipo di sfera è la Sfera d'oro? 「金の玉は何の玉?」 - Kin no tama wa nani no tama?                                                         | 13 agosto 1993    |         |
| 20 | La leggenda del drago rosso! Amakusa Shirou appare! 「赤龍伝説!! 天草四郎現わる!!」 - Aka ryū densetsu!! Amakusa Shirō gen waru!!              | 20 agosto 1993    |         |
| 21 | Inferno febbrile! Ruba la Sfera della Fiamma!! 「熱地獄! 火炎の玉を奪え!!」 - Netsu jigoku! Kaen no tama o ubae!!                              | 27 agosto 1993    |         |
| 22 | Il famoso ladro Goemon 「天下の大泥棒・ゴエモン」 - Tenka no dai dorobō Goemon                                                                 | 3 settembre 1993  |         |
| 23 | Un'enorme battaglia! Buddha contro il castello di Osaka Onimaru 「巨大決戦! 大仏VS大阪鬼丸城」 - Kyodai kessen! Daibutsu VS Ōsaka Onimaru-jō   | 10 settembre 1993 |         |
| 24 | Amico o nemico? La rinascita di Jubei Yagyu! 「敵か味方か? 柳生十兵衛復活!」 - Teki ka mikata ka? Yagyū Jūbee fukkatsu!                        | 17 settembre 1993 |         |
| 25 | La trappola dell'attesa!? La battaglia decisiva di Kawanakajima 「待ちうける罠!? 川中島決戦」 - Machi ukeru wana!? Kawanakajima kessen no maki | 24 settembre 1993 |         |
| 26 | La Sfera dell'Oscurità è l'ingresso al mondo oscuro 「闇の玉は暗黒世界への入口」 - Yami no tama wa ankoku sekai e no iriguchi                  | 1º ottobre 1993   |         |
| 27 | Getta via il tuo sogno! Allenamento speciale spada mortale 「夢をすてるか! 特訓必殺剣」 - Yume wo suteru ka! Tokkun hissatsu ken               | 8 ottobre 1993    |         |
| 28 | Partita veloce! Stupisci Benkei 「剛球勝負! 弁慶を打ちとれ」 - Gōkyū shōbu! Benkei o uchi tore                                                 | 15 ottobre 1993   |         |
| 29 | Cosa? 100.000 sfere leggendarie? 「なにっ! 伝説の玉が10万個?」 - Nanii! Densetsu no tama ga 10 man ko?                                         | 22 ottobre 1993   |         |
| 30 | Pungolo della pietrificazione! Monkey Basho 「石化の毒針! モンキー芭蕉」 - Sekka no dokubari! Monkī Bashō                                      | 29 ottobre 1993   |         |
| 31 | Puntate alla Sfera Ryūjin sul monte Fuji! 「目指せ! 富士山龍神の玉!」 - Mezase! Fujisan Ryūjin no tama!                                        | 5 novembre 1993   |         |
| 32 | Yaiba perde le sette sfere!? 「ヤイバ7つの玉を失う!?」 - Yaiba 7tsu no tama o ushinau!?                                                        | 12 novembre 1993  |         |
| 33 | La prova spietata di Ryūjin! 「非情なる龍神の試練!」 - Hijō naru Ryūjin no shiren!                                                             | 19 novembre 1993  |         |
| 34 | Compagni che spariscono 「消えていく仲間達」 - Kiete iku nakama-tachi                                                                          | 26 novembre 1993  |         |
| 35 | La più forte della storia! La spada Ryūjin! 「史上最強! 龍神剣!!」 - Shijō saikyō! Ryūjin ken!!                                                | 3 dicembre 1993   |         |
| 36 | Gli invasori della Luna, l'imperatrice Kaguya 「月からの侵略者・女帝かぐや」 - Tsuki kara no shinryaku-sha, nyotei Kaguya                      | 10 dicembre 1993  |         |
| 37 | Grande affondamento! Il castello galleggiante di Onimaru 「大撃沈! 鬼丸浮遊城!」 - Dai gekichin! Onimaru fuyū-jō!                              | 17 dicembre 1993  |         |
| 38 | Strategia per le inondazioni di Tokyo!! 「東京水攻め作戦!!」 - Tōkyō mizuzeme sakusen!!                                                        | 24 dicembre 1993  |         |
| 39 | L'alieno lunare si è fuso con Gas Tank!? 「月星人、ガスタンクと合体!?」 - Getsuseijin, Gasu Tanku to gattai!?                                  | 27 dicembre 1993  |         |
| 40 | Nascita della nuova leggenda Ryūjin!! 「新龍神伝説誕生!!」 - Shin Ryūjin densetsu tanjō!!                                                      | 7 gennaio 1994    |         |
| 41 | Portare a termine la missione di salvataggio delle donne! 「おなご救出作戦決行!」 - Onago kyūshutsu sakusen kekkō!                             | 14 gennaio 1994   |         |
| 42 | Jubei perde il suo corpo!? 「体を奪われた十兵衛!?」 - Karada o ubawa reta Jūbee!?                                                              | 21 gennaio 1994   |         |
| 43 | Sayaka è nei guai! Sbrigati, Yaiba 「さやかピンチ! 急げヤイバ」 - Sayaka Pinchi! Isoge Yaiba                                                   | 28 gennaio 1994   |         |
| 44 | La sacerdotessa del drago presa di mira, Sayaka 「狙われた龍の巫女・さやか」 - Nerawa reta ryū no miko, Sayaka                                 | 4 febbraio 1994   |         |
| 45 | Il ritorno di Gekko! La spada del re demone 「ゲッコーの逆襲! 魔王剣」 - Gekkō no gyakushū! Maō ken                                            | 11 febbraio 1994  |         |
| 46 | Yaiba, sconfitto dalla spada del re demone! 「ヤイバ、魔王剣に敗れる!」 - Yaiba, maō ken ni yabureru!                                          | 18 febbraio 1994  |         |
| 47 | Onimaru ritorna! Salva Sayaka!! 「鬼丸復活! さやかを救え!!」 - Onimaru fukkatsu! Sayaka wo sukue!!                                             | 25 febbraio 1994  |         |
| 48 | Prendi questo! Tecnica combinata onda di vento e tuono 「くらえっ! 合体技風雷波」 - Kura! Gattai-waza-fū kaminari nami                         | 4 marzo 1994      |         |
| 49 | La terribile figura di Kaguya! 「かぐや、恐ろしき真の姿!」 - Kaguya, osoroshiki shin no sugata!                                                | 11 marzo 1994     |         |
| 50 | Situazione disperata! Yaiba perde la sua spada 「絶体絶命! ヤイバ剣を失う」 - Zettaizetsumei! Yaiba ken wo ushinau                             | 18 marzo 1994     |         |
| 51 | Appare il Ryūjin Bianco!! 「白き龍神あらわる!!」 - Shiroki Ryūjin Arawaru!!                                                                    | 25 marzo 1994     |         |
| 52 | Io sono Yaiba Kurogane, un samurai! 「鉄ヤイバ、サムライだ!」 - Tetsu Yaiba, samurai da!                                                       | 1º aprile 1994    |         |

##### Serie 2025
Questa lista è suscettibile di variazioni e potrebbe essere incompleta o non aggiornata.

| Nº | Titolo italiano (traduzione letterale) Giapponese 「Kanji」 - Rōmaji                              | In onda        | In onda |
| Nº | Titolo italiano (traduzione letterale) Giapponese 「Kanji」 - Rōmaji                              | Giapponese     |         |
| 1  | Appare Yaiba 「YAIBA見参」 - Yaiba kenzan                                                         | 5 aprile 2025  |         |
| 2  | Il risveglio della spada Fūjin 「蘇る風神剣」 - Yomigaeru fūjin ken                               | 12 aprile 2025 |         |
| 3  | Un altro Maken 「もう一つの魔剣」 - Mō hitotsu no Maken                                           | 19 aprile 2025 |         |
| 4  | L'assalto degli otto demoni 「八鬼襲撃」 - Hachi oni shūgeki                                      | 26 aprile 2025 |         |
| 5  | Locanda termale felice 「るんるん温泉旅館」 - Runrun onsen ryokan                                 | 3 maggio 2025  |         |
| 6  | L'inaspettato Mr. Bat 「予想外のミスター・バット」 - Yosō-gai no Misutā Batto                     | 10 maggio 2025 |         |
| 7  | Il ritorno di Kojiro 「小次郎復活」 - Kojirō fukkatsu                                             | 17 maggio 2025 |         |
| 8  | La battaglia dell'isola di Ganryu 「巌流島の戦い」 - Ganryū jima no tatakai                       | 24 maggio 2025 |         |
| 9  | La nascita del Kaminari Giri 「かみなり斬り誕生」 - Kaminari Kiri tanjō                           | 31 maggio 2025 |         |
| 10 | Appaiono i quattro Re Celesti di Onimaru 「鬼丸四天王登場」 - Onimaru shiten'nō tōjō              | 7 giugno 2025  |         |
| 11 | Spada di Raijin VS spada di Fūjin 「雷神剣 VS 風神剣」 - Raikō ken VS Fūshin ken                  | 14 giugno 2025 |         |
| 12 | L'arrivo di Yamato Nadeshiko 「大和撫子がやってきた」 - Yamato Nadeshiko ga yattekita             | 21 giugno 2025 |         |
| 13 | Alla ricerca della sfera di Ryujin 「龍神の玉を探せ」 - Ryūjin no tama o sagase                   | 28 giugno 2025 |         |
| 14 | È arrivato il ninja Kotaro! 「忍者小太郎現る！」 - Ninja Kotarō genru!                            | 12 luglio 2025 |         |
| 15 | Duello! Stregone VS Yaiba 「対決！ 妖術師VS刃」 - Taiketsu! Yōjutsushi VS Yaiba                   | 19 luglio 2025 |         |
| 16 | La grande battaglia 「巨大決戦」 - Kyodai kessen                                                  | 26 luglio 2025 |         |
| 17 | L'uomo della scuola di Shinkage Yagyū 「柳生新陰流の男」 - Yagyū Shinkage-ryū no otoko            | 2 agosto 2025  |         |
| 18 | La grande battaglia di Kawanakajima 「川中島大決戦」 - Kawanakajima daisakusen                    | 9 agosto 2025  |         |
| 19 | Allenamento speciale per la fuga dalla sfera oscura 「闇玉脱出特訓」 - Yami-dama dasshutsu tokkun | 16 agosto 2025 |         |

## Collegamenti con altre opere dell'autore
Yaiba presenta diversi collegamenti con Detective Conan e Kaito Kid, gli altri due manga principali di Gōshō Aoyama:
- Sia i personaggi di Yaiba che quelli di Kaito Kid frequentano la scuola Ekoda. Keiko Momoi, personaggio di Kaito Kid, appare a scuola più volte anche in Yaiba, in cui è amica di Sayaka Mine. Compare più volte in Yaiba anche l'altra sua amica, di cui non si conosce il nome;
- Il quinto capitolo del volume 3 di Kaito Kid è un crossover intitolato Capitolo speciale: Yaiba contro Kaito; da questo è stato tratto il primo OAV di Detective Conan, in cui la storia è stata modificata per includere anche i personaggi di tale manga;
- Nel capitolo 80 di Yaiba (volume 9), Sayaka Mine, vedendo un ladro, lo scambia per Kaito Kid;
- Nell'ultimo capitolo di Yaiba, ambientato tre anni dopo la storia principale, Keiko Momoi afferma che "Kuroba e Nakamori" sono finalmente una coppia, un evidente riferimento a Kaito Kuroba e Aoko Nakamori, i protagonisti di Kaito Kid. In questa occasione, Keiko sta parlando con la sua amica: anche in Kaito Kid sono entrambe molto interessate al presunto amore tra Kaito e Aoko;
- Nel file 3 del volume 2 del manga Detective Conan, Yaiba appare in televisione mentre Conan Edogawa la sta guardando;
- Nel file 6 del volume 10 di Detective Conan, Conan sta osservando dei libri in una biblioteca di Beika, nel reparto bambini. Uno dei libri s'intitola Samurai kozō (サムライ小僧? lett. "Il giovane samurai") e presenta in copertina un personaggio simile a Yaiba Kurogane;
- Nel file 4 del volume 75 di Detective Conan, Yaiba Kurogane appare in TV;
- I compagni di Conan, i Detective Boys, parlano spesso di una serie di nome Kamen Yaiba (letteralmente: Yaiba mascherato), un altro cenno a quest'opera e a Kamen Rider;
- Nel capitolo 246 di Yaiba si vede un tabellone di un torneo di kendō, in cui fra i partecipanti è presente anche "H. Hattori", che dovrebbe giocare una delle due semifinali, mentre l'altra semifinale ha come avversari Yaiba e Soshi Okita. Un personaggio ricorrente di Detective Conan, iniziato dopo la fine di Yaiba, si chiamerà Heiji Hattori. In Detective Conan, Heiji non viene presentato subito come appassionato di kendo, ma solo nel volume 31 (file 8-10; episodio 263 dell'anime, 282-283 secondo la numerazione italiana) lo si scopre per la prima volta: Heiji è il capitano della squadra della sua scuola e dovrebbe giocare la finale del torneo regionale; viene citato e mostrato sullo sfondo anche Okita, che ha procurato una ferita dietro l'orecchio di Heiji l'anno precedente.
- Tra il volume 93 (file 9) e il 94 (file 1) di Detective Conan, Soshi Okita partecipa ad un'indagine nel bel mezzo di un torneo in cui doveva sfidare Heiji. Alla fine non avranno il tempo di partecipare. Sempre nel volume 93 (file 11) Ran Mori si scontra accidentalmente con Takeshi Onimaru, anche lui tra i partecipanti del torneo.
- Nel volume 94 e 95 di Detective Conan, Soshi Okita parla con Ran Mori quando è in gita a Kyoto. Questo rende geloso il protagonista Shinichi Kudo. Durante la conversazione Okita parla del rivale Yaiba, dicendo che deve batterlo per dichiararsi alla sorella Moroha. Dei due si vede l'ombra caratteristica dei personaggi misteriosi.

## Accoglienza
Nel 1992, Yaiba vinse lo Shogakukan Manga Award nella categoria shōnen, assieme a Mikami Agenzia Acchiappafantasmi.